# Línea 322 (Buenos Aires)
La línea 322 es una línea de colectivos del Área Metropolitana de Buenos Aires. Su recorrido une Morón con las ciudades de  Marcos Paz.
Es operada por la empresa Libertador Metropolitana de Transporte Automotor parte del grupo La Nueva Metropol S.A..

## Recorridos
- Morón - Merlo - Mariano Acosta - Marcos Paz
- Merlo - Mariano Acosta - Marcos Paz[1]
- Merlo - Plaza Marcos Paz por barrios La Paz, Los Aromos, Don Rolando, El Hornero, Rayito de Sol, La Loma y Santa Catalina[2][3]
- Marcos Paz - Las Heras - Cañuelas (Hospital Cuenca Alta)[4]
- Marcos Paz - Las Heras - Villars - Plomer - Hospital Sommer - Luján[4]
- CIC Marcos Paz - Barrio Torchiaro [5]
- Predio Ferial Marcos Paz - Barrio Torchiaro [5]